# Zarfat
Zarfat ist die traditionelle jüdische Bezeichnung für (Nord)frankreich in hebräischer Sprache. Überliefert ist der Begriff unter anderem in den Taqqanot Qehillot Šum, die im 13. Jahrhundert entstanden. In dieser geografischen Einteilung grenzte an Zarfat im Osten Aschkenas (Deutschland), westlich von Zarfat die Normandie und südlich „Provanz“ (die Provence).
Die Bezeichnung Zarfat geht auf den biblisch tradierten phönizischen Namen der Stadt Sarafand (الصرفند) im Libanon, Sarepta, zurück – die Gründe hierfür sind unklar.